# Adventureland
Adventureland är en komedifilm från 2009 där bland annat Jesse Eisenberg, Kristen Stewart och Bill Hader medverkar. Filmen är skriven och regisserad av Greg Mottola, som tidigare regisserat filmen Supersugen.

## Handling
Det är sommaren 1987 och James Brennan (Jesse Eisenberg) har precis gått ut high school. Han tvingas ta ett jobb på Adventureland, ett lokalt nöjesfält, eftersom hans familj inte har råd att betala hans collegeutbildning. Sommaren ser mörk ut, tills han träffar Em Lewin (Kristen Stewart) som också jobbar på nöjesfältet. Tillsammans ägnar de sommaren till att röka marijuana och festa.

## Medverkande
- Jesse Eisenberg - James Brennan
- Kristen Stewart - Emily "Em" Lewin
- Ryan Reynolds - Mike Connell
- Martin Starr - Joel
- Bill Hader - Bobby
- Kristen Wiig - Paulette
- Margarita Levieva - Lisa P
- Mary Birdsong - Francie
- Paige Howard - Sue O'Malley
- Ian Harding - rik snobb